# Hemsleya endecaphylla
Hemsleya endecaphylla är en gurkväxtart som beskrevs av Cheng Yih Wu. Hemsleya endecaphylla ingår i släktet Hemsleya och familjen gurkväxter. Inga underarter finns listade i Catalogue of Life.